# Все старые ножи
«Все старые ножи» (англ. All the Old Knives) — художественный фильм режиссёра Януса Меца. Экранизация одноимённого романа Олена Штайнхауэра.

## Сюжет
Бывшие любовники и шпионы Генри и Селия встречаются за ужином, чтобы вспомнить время, проведённое вместе в Венской резидентуре ЦРУ. Разговор переходит к катастрофическому захвату рейса 127 авиакомпании Royal Jordanian, в результате которого погибли все находившиеся на борту. Эта неудача преследует ЦРУ и по сей день, и Генри стремится оставить всё в прошлом. За роскошным ужином становится ясно, что один из них не доживёт до его конца.

## В ролях
- Крис Пайн — Генри Пелхэм
- Тэндиве Ньютон — Селия Харрисон
- Джонатан Прайс — Билл Комптон
- Лоренс Фишберн — Вик
- Кори Джонсон — Карл Стейн
- Ахд Камель — Лейла Маруф
- Дэвид Беделла — Дрю Фавро.

## Производство
О начале работы над фильмом стало известно в мае 2017 года. Крис Пайн и Мишель Уильямс вели переговоры об участии в фильме, а Джеймс Марш должен был стать его режиссёром.
В сентябре 2020 года Мишель Уильямс и Деймс Марш покинули проект. Тэндиве Ньютон пришла на смену Уильямс, а Янус Метс занял режиссёрское кресло. В ноябре 2020 года к актёрскому составу фильма присоединились Джонатан Прайс и Лоренс Фишберн.
Съёмки начались в декабре 2020 года в Лондоне, а в марте прошли в Калифорнии. Режиссер Янус Метс сообщил, что основные съёмки завершились в середине марта 2021 года.
Фильм вышел в ограниченный прокат в кинотеатрах и на стриминговом сервисе Amazon Prime Video 8 апреля 2022 года.

## Критика
На сайте Rotten Tomatoes фильм имеет рейтинг 62 % основанный на 112 отзывах, со средней оценкой 5.9/10. На Metacritic средневзвешенная оценка составляет 62 из 100 на основе 31 рецензии.